# Josh Kerr (surf)
Pour les articles homonymes, voir Josh Kerr (homonymie).
Josh Kerr est un surfeur professionnel australien né le 29 mars 1984 à Tweed Heads, en Nouvelle-Galles du Sud, en Australie.
A l'instar de son compatriote Bede Durbidge, il se retire du circuit d'élite de la World Surf League en 2017 après neuf saisons au plus haut niveau.

## Palmarès et résultats

### Saison par saison
- 2010
  - Qualifying Series
    - 1er du Drug Aware Margaret River Pro à Margaret River
    - 1er du O'Neill Coldwater Classic Canada à Vancouver (Canada)

- 2015
  - Big Wave Tour
    - 1er du Todos Santos Challenge à Todos Santos (Mexique)

### Classements
| Année             | 2007 | 2009 | 2011 | 2012 | 2013 | 2014 | 2015 | 2016 | 2017 |
| ----------------- | ---- | ---- | ---- | ---- | ---- | ---- | ---- | ---- | ---- |
| Championship Tour | 34e  | 32e  | 8e   | 8e   | 9e   | 9e   | 11e  | 13e  | 32e  |
| Qualifying Series |      |      | 11e  | 10e  | 5e   | 44e  | 92e  | 288e | 29e  |
| Big Wave Tour     |      |      |      |      |      |      | 5e   | 20e  |      |